# 日本ピュアフード
日本ピュアフード株式会社（にっぽんピュアフード）は、東京都品川区に本社を置く、日本ハム系列の食肉加工業者である。

## 本社
- 東京都品川区大崎二丁目1-1

## 事業所
- 関西事業所 - 兵庫県西宮市
- 青森プラント - 青森県上北郡横浜町
- 船橋プラント - 千葉県船橋市
- 西宮プラント - 兵庫県西宮市
- 愛媛プラント - 愛媛県新居浜市
- 青森工場 - 青森県上北郡おいらせ町
- 鹿児島工場 - 鹿児島県伊佐市（日本フードパッカー鹿児島に隣接して立地していたが、同社は2023年3月をめどに操業停止・清算予定で同時に閉鎖される予定[2]）
- 宮崎工場 - 宮崎県日向市

## 沿革
- 1993年9月 - 日本フード食材株式会社を設立。
- 1993年11月 - 船橋プラントを開設。
- 1994年4月 - 日本ハムより食肉事業本部食材部大阪南港センターの事業譲渡を受け、大阪南港プラントを開設。
- 1995年3月 - 日本ピュアフード株式会社を設立。
- 1995年4月 - 
  - 鹿児島日本ハムより調味料・エキス工場の事業譲渡を受け、東京営業部及び大阪事業部を開設する。
  - 長岡日本ハムと合併し、長岡プラントを開設する。
- 1995年10月 - 日本ハムより食肉事業本部食材部の事業譲渡を受け、東京事業所・大阪事業所を開設する。
- 1996年4月 - 青森工場を開設する。
- 1998年10月 - 
  - 日本フード食材と日本ピュアフードが合併し、日本ピュアフード食材株式会社が発足。
  - 日本フード中四国より愛媛デイリーパックの事業譲渡を受け、愛媛プラントを開設する。
- 1999年4月 - 青森プラントを開設する。
- 1999年7月 - 本社を千葉県船橋市から東京都港区へ移転する。
- 2001年3月 - 愛媛プラントを増築する。
- 2001年4月 - 
  - 日本ピュアフード食材を日本ピュアフード株式会社に商号変更。
  - 百石プラント及び宮崎工場を開設する。
- 2001年11月 - 青森プラントを増築する。
- 2002年10月 - 大阪事業所と大阪南港プラントを統合し、西宮社屋を開設する。
- 2003年9月 - 百石プラントを閉鎖する。
- 2006年4月 - ISO9001の認証を取得。
- 2006年5月 - 長岡プラントを閉鎖する。
- 2007年1月 - 
  - 青森工場を増築する。
  - 鹿児島工場厚生棟を改築する。
- 2007年9月 - 本社を東京都港区から東京都品川区へ移転する。
- 2009年9月10日 - 数字で10と10を並べた形が串とだんごを連想させることと、鍋料理の季節が始まる時期であることから、10月10日を「肉だんごの日」と制定した[3]。
- 2014年4月 - 日本ハムグループのグループシンボル改定に伴い、当社のコーポレートロゴマークを改定（当社のロゴタイプは日本ハムとフォントを統一しながら、Nippon Pure Foodと表記される）。

## 主な事業
- 食肉加工（牛肉・豚肉・鶏肉など）
- 畜産エキス加工

## 社会貢献
- 2012年2月1日からの青森県・下北半島の大雪により、国道279号線で数百台の車両の立ち往生が発生した。その際、青森プラントを避難所として開放し、雪の中で社員が各車両をまわり、避難するよう声をかけた。プラントでは温かい食事も提供し、帰宅できない社員約150人を含む約200人が無事に夜を明かすことができた[4]。